# Olof Johansson
Sten Olof Håkan Johansson (ur. 31 lipca 1937 w Ljungby) – szwedzki polityk, deputowany i minister, przewodniczący Partii Centrum, a także prezes zarządu Systembolaget.

## Życiorys
Był oficerem rezerwy, następnie studiował w Wyższej Szkole Handlowej w Sztokholmie. W latach 1969–1971 kierował organizacją młodzieżową Partii Centrum, a w latach 1987–1998 stał na czele tego ugrupowania. Od początku 70. do końca lat 90. zasiadał w Riksdagu. W latach 1976–1978 i 1979–1982 pełnił funkcje rządowe (w randze odpowiadającej wiceministrowi). W 1991 objął stanowisko ministra środowiska w koalicyjnym centroprawicowym rządzie Carla Bildta. Był przeciwnikiem budowy Mostu nad Sundem, w proteście podał się do dymisji na kilka miesięcy przed wygranymi przez lewicę wyborami. Pod koniec lat 90. wycofał się z działalności politycznej, obejmował stanowiska w różnych przedsiębiorstwach. W 2002 został prezesem zarządu Systembolaget, funkcję tę pełnił do 2008.